# Altweg (Isen)
Altweg ist ein Gemeindeteil des Marktes Isen im oberbayerischen Landkreis Erding.

## Lage
Die Einöde Altweg liegt am südlichen Ortsrand von Isen in der Gemarkung Westach.

## Name
Der Name zeugt von der vordeutschen Hochstraße (lateinisch alta = hoch) von Isen nach Burgrain, die wohl bereits von den Kelten angelegt wurde und von den Römern als Vicinalstraße genutzt wurde. Auch die Ortsnamen von Straß (lateinisch: via strata), Steingassen, Steinsberg, Steinspoint und Steinla weisen auf die Existenz dieser befestigten Straße hin.

## Bevölkerungsentwicklung
Um 1871 lebten in Altweg sechs Einwohner. In der Nachkriegszeit des Zweiten Weltkriegs stieg die Bevölkerungszahl auf 34 Einwohner. Bei der Volkszählung von 1987 gab es fünf Einwohner in einem Wohngebäude.
| Jahr      | 1871 | 1925 | 1950 | 1970 | 1987 |
| Einwohner | 6    | 10   | 34   | 36   | 5    |